# Anilita
L'anilita és un mineral de la classe dels sulfurs. Rep el seu nom de la localitat on va ser descoberta, a Ani-machi (Tohoku, Japó).

## Característiques
L'anilita és un sulfur de coure, de fórmula química Cu₇S₄. Cristal·litza en el sistema ortoròmbic en forma de cristalls aplanats o tabulars de fins a 5 mm. La seva duresa a l'escala de Mohs és 3. És de color gris blavós i de ratlla negra. Si s'escalfa per sobre dels 70°, l'anilita es descompon en digenita i covel·lita. Moltes de les associacions reportades de digenita i djurleïta, identificades per difracció de pols, podrien ser anilita i djurleïta, ja que l'anilita es transforma a digenita en ser molta.
Segons la classificació de Nickel-Strunz, l'anilita pertany a «02.BA: sulfurs metàl·lics amb proporció M:S > 1:1 (principalment 2:1) amb coure, plata i/o or», juntament amb els minerals següents: calcocita, djurleïta, geerita, roxbyita, digenita, bornita, bellidoita, berzelianita, athabascaïta, umangita, rickardita, weissita, acantita, mckinstryita, stromeyerita, jalpaïta, selenojalpaïta, eucairita, aguilarita, naumannita, cervel·leïta, hessita, chenguodaita, henryita, stützita, argirodita, canfieldita, putzita, fischesserita, penzhinita, petrovskaïta, petzita, uytenbogaardtita, bezsmertnovita, bilibinskita i bogdanovita.

## Formació i jaciments
Es troba en filons de quars en drusa. Sol trobar-se associada a altres minerals com: djurleïta, covel·lita, yarrowita, spionkopita, wittichenita, tennantita, calcopirita o bornita. Va ser descoberta l'any 1969 a la mina Ani, a Ani-machi, a la Prefectura d'Akita (Tohoku, Illa de Honshu, Japó).